# YKAgent
YKAgent（日语：ワイケーエージェント）是一所日本娛樂經紀公司，舊名為セントラル (Central)，公司於2021年7月1日改名為YKAgent。

## 簡介
企業架構分別由中心製作部門、中心兒童劇團部門、中心兒童藝人部門及中心時尚部門，這四個部門組合而成。旗下曾育成包括志田未來、神木隆之介、塚本璃子（成海璃子）、須賀健太等多名日本著名兒童演員。至2012年3月止，旗下兒童藝人數目約為2500人 。
2024年8月23日，公司旗下的音樂部門YK MUSIC娛樂宣布成立男團WILD BLUE。

## 中心製作部門
中心製作部門（セントラルプロダクション；Central Production），成員為公司重點的中學生或以上藝人，是公司最高級的藝人部門。

## 中心兒童劇團部門
中心兒童劇團部門（セントラル子供劇団），童星進階部門，專門訓練演技的專業部門，主要成員小學生至初中生。

### 主要藝人
- 信太真妃
- 松田昂大
- 香川拓海
- 神谷涼太
- 北村一葉
- 島田智之介
- 田上尚樹
- 照井宙斗
- 久野秀隆

## 中心兒童藝人部門
中心兒童藝人部門（セントラル子供タレント），負責培養兒童學習才藝，育成兒童藝人的主要部門，主要成員為小學生或以下。

### 主要藝人
- 佐佐木麻緒
- 松本梨菜
- 宇都秀星
- 澁谷武尊
- 金子雄
- 小室優太
- 荒井健太郎
- 川口翔平
- 田中碧海
- 木村茜
- 空閑琴美

## YK MUSIC娛樂
YK MUSIC娛樂（YK MUSIC ENTERTAINMENT），公司旗下音樂部門
- WILD BLUE

## 已退出之轉會成員
- JVC Entertainment Company
  - 末永遙
  - 栩原樂人
- Amuse
  - 神木隆之介
  - 菅野莉央
  - 八木優希
- エヴァーグリーン・エンタテイメント(Ever Green Entertainment)
  - 遠藤由實
- OSCAR PROMOTION
  - 淺野優梨愛
- Office-Lynx
  - 下山葵
- 研音
  - 志田未來
  - 塚本璃子→成海璃子
  - 日向奈奈美
- 傑尼斯事務所
  - 伊藤純平
  - 山下智久
- 其他
  - 須賀健太
  - 碇由貴子
  - 田島穗奈美
  - 松川尚瑠輝
  - 山田健太
  - 廣田亮平
  - 今井悠貴
  - 石井萌萌果
  - 泉澤祐希

## 外部連結
- YKAgent公司網頁（页面存档备份，存于）